# Monodelphis maraxina
Monodelphis maraxina är en pungdjursart som beskrevs av Oldfield Thomas 1923. Monodelphis maraxina ingår i släktet pungnäbbmöss och familjen pungråttor. IUCN kategoriserar arten globalt som otillräckligt studerad. Inga underarter finns listade.
Pungdjuret förekommer på ön Marajó vid Amazonflodens mynning (Brasilien). Arten vistas på marken i olika habitat som skogar och gräsmarker.